# اچ‌نوام‌اس کویک (پی۹۸۴)
اچ‌نوام‌اس کویک (پی۹۸۴) (به انگلیسی: HNoMS Kvikk (P984)) یک کشتی بود که طول آن ۳۶٫۵ متر (۱۱۹ فوت ۹ اینچ) بود. این کشتی در سال ۱۹۷۰ ساخته شد.